# Borisoglebskij
Borisoglebskij – osiedle typu miejskiego w Rosji, w obwodzie jarosławskim. W 2010 roku liczyło 5646 mieszkańców.